# Uncía
Uncía è una città della Bolivia situata nel Dipartimento di Potosí, capoluogo del municipio di Uncía nella provincia di Rafael Bustillo. Al censimento del 2001 risultava popolata da 5 709 abitanti.